# Lophuromys luteogaster
Lophuromys luteogaster is een knaagdier uit het geslacht Lophuromys dat voorkomt in het oosten van de Democratische Republiek Congo en is daar bekend van slechts vier locaties in het laaglandregenwoud (800 tot 1100 m hoogte): Irangi, Bafwasende, Medje (typelocatie) en Tungula. Deze soort behoort tot het ondergeslacht Kivumys.
L. luteogaster is een kleine Lophuromys met een lange staart. De bovenkant van het lichaam is bruin tot donkerbruin, de onderkant roodachtig. De oren zijn bedekt met fijne grijze haren. De staart is licht aan de onderkant van het voorste twee derde deel en voor de rest donker. De kop-romplengte bedraagt 90 tot 113 mm, de staartlengte 90 tot 117 mm, de achtervoetlengte 19 tot 22,5 mm, de oorlengte 16,5 tot 19 mm, het gewicht 28 tot 41 g en de schedellengte 27,2 tot 29,6 mm.
L. luteogaster eet vrijwel uitsluitend ongewervelden, die slechts grof gekauwd worden. Per worp worden er twee jongen geboren. Om onbekende redenen zijn vrijwel alle exemplaren van de soort tussen juni en november gevangen.